# Beata Wojna
Beata Wojna (ur. w 1972 w Gorlicach) – polska latynoamerykanistka, ambasador RP w Meksyku (2014–2018).

## Życiorys
Studia rozpoczęła na Uniwersytecie Jagiellońskim, a potem przeniosła się do Hiszpanii, gdzie na Uniwersytecie Complutense w Madrycie uzyskała tytuł magistra historii (1999), a następnie doktora geografii i historii (2004). Była stypendystką Agencia Española de Cooperación Internacional oraz na Université Libre w Brukseli. Pracowała w Asociación Española de Estudios del Pacífico w Madrycie.
Po powrocie do Polski w 2004 rozpoczęła pracę w Polskim Instytucie Spraw Międzynarodowych (PISM), gdzie w ciągu dziewięciu lat awansowała od stopnia analityczki ds. stosunków Polski z Ameryką Łacińską przez wykładowczynię Akademii Dyplomatycznej PISM, kierowniczkę Biura Badań i Analiz PISM do zastępczyni dyrektora. W latach 2007–2013 wykładała także w Wyższej Szkole Cła i Logistyki w Warszawie.
18 stycznia 2014 została ambasadorem RP w Meksyku (listy uwierzytelniające złożyła 14 lutego 2014), z jednoczesną akredytacją na Belize, Gwatemalę, Honduras, Kostarykę, Nikaraguę i Salwador. Funkcję tę pełniła do 31 stycznia 2018 (w przypadku Hondurasu, Nikaragui, Salwadoru, Gwatemali i Belize do 31 października 2017).
Od sierpnia 2018 wykładowczyni Instituto Tecnológico y de Estudios Superiores de Monterrey. Publicystka El Heraldo de México.
Włada biegle językiem hiszpańskim, posługuje się także angielskim i francuskim.

## Wyróżnienia
- 2014 – nagroda Ministra Spraw Zagranicznych RP za osiągnięcia w dyplomacji publicznej i komunikacji medialnej[15]
- 2018 – Krzyż Komandorski Orderu Orła Azteckiego[13][14]